# Habitatge de J. Vilaseca Rivera a la carretera d'Agramunt, 33
L'Habitatge de J. Vilaseca Rivera a la carretera d'Agramunt, 33 és una obra noucentista de Cervera (Segarra) protegida com a Bé Cultural d'Interès Local.

## Descripció
Situat a la carretera L-303, dominada per la presència de magatzems de diferents especialitats. Edifici entre mitgeres amb planta baixa i pis. La planta baixa consta de dues portes: la d'entrada i la del magatzem, a més d'una finestra. El parament és a base de plaques que contribueixen a crear un efecte encoixinat. El primer pis té tres obertures unides per una sola balconada. Una cornisa dona pas a tres petites obertures rectangulars sota teulada. Una cornisa més ampla culmina al centre per una tarja rectangular, remata la façana, amb una balustrada a banda i banda, delimitada per sengles podis amb gerros decoratius. En el projecte original la tarja s'havia de rematar amb un frontó triangular.